# Deutsches Verkehrsforum
Das Deutsche Verkehrsforum e. V. ist eine Wirtschaftsvereinigung von über 170 deutschen und europäischen Unternehmen. Der Verband versteht sich als Diskussionsplattform zwischen Wirtschaft, Politik und Wissenschaft zu allen Fragen des Verkehrs und vertritt vor allem die Interessen von Logistikunternehmen. Als sein Ziel sieht das Verkehrsforum die Förderung von Initiativen, Ideen und Impulsen für eine Verbesserung der Verkehrsverhältnisse in Deutschland und Europa.

## Geschichte
Hervorgegangen ist das Deutsche Verkehrsforum in seiner heutigen Form aus dem 1984 in Hannover gegründeten Verein Verkehrsforum Bahn e.V., der sich in den Folgejahren sehr stark für eine an ökonomischen Kriterien orientierte Ausrichtung der damals noch als Behörde organisierten Deutschen Bundesbahn und die Vorbereitung der Bahnreform einsetzte. So entstand u. a. die Studie Die Bahn als Wirtschaftsunternehmen im Auftrag des Forums, weiterhin wurden die für den Gesetzgeber notwendigen Veränderungen für die später realisierte Bahnreform (Deutschland) als juristisches Gutachten erarbeitet.
Mitglieder des Verkehrsforums Bahn waren zahlreiche Vertreter der deutschen Industrie, Wirtschaft, Wissenschaft und Politik, so unter anderem Hermann Josef Abs, Daniel Goeudevert, Hellmuth Buddenberg, Helmut Kohl, Gerd Aberle, amtierende Bundespräsidenten, Bundes- und Länder-Verkehrsminister. Über diese und andere prominente Mitglieder konnte das Forum schnell ein gewisses gesellschaftliches Gewicht erreichen. Mit der Ausweitung der Lobbytätigkeit auch für die weiteren Verkehrsträger Straße, Wasserstraße / Häfen und Luftverkehr erfolgte 1992 die Umbenennung in Deutsches Verkehrsforum e.V.

## Ziele
Die heutigen Ziele knüpfen an die Grundforderungen der Gründungsmitgliedsfirmen an:
- Anerkennung der zentralen Bedeutung von Verkehr und Mobilität durch Politik und Gesellschaft
- Schaffung einer marktgerechten und leistungsfähigen Verkehrsinfrastruktur für alle Verkehrsträger
- Intelligente vernetzte Verkehrssysteme mit voller Nutzung der Synergie-Potenziale und spezifischen Stärken der einzelnen Verkehrsträger
- Schaffung fairer Wettbewerbs-Bedingungen für alle Verkehrsträger – national und international
- Förderung kundenorientierter, umweltfreundlicher und integrierter Mobilitätslösungen

Das Deutsche Verkehrsforum ist der Mobilitätsverband der deutschen Wirtschaft und stellt eine verkehrsträgerübergreifende Plattform zur Diskussion der Kernfragen aktueller Verkehrsprobleme und ihrer Rahmenbedingungen bis hin zur Europapolitik zwischen Kunden, Verkehrsträgern, Wirtschaft, Wissenschaft und Politik dar.
Themen, die das Verkehrsforum in Veranstaltungen, Studien oder Arbeitskreisen aufgreift, werden in sechs Themenreihen, mit denen jeweils eine grundsätzliche Forderung verbunden ist, zusammengefasst:
- Verkehrsstandort Deutschland sichern
- nachfragegerechte Infrastruktur schaffen
- intelligente Vernetzung fördern
- Mobilitätsverhalten verdeutlichen
- Umweltschutz und Sicherheit verbessern
- Mobilität durch Forschung und Innovation erhalten.

Verschiedene Vorstandsmitglieder der deutschen Wirtschaft leiten Lenkungskreise für Bahntechnologie, Güterverkehr, Häfen und Schifffahrt, Infrastruktur, Luftverkehr, Schienenverkehr, Straßenverkehr, Digitale Vernetzung, in denen Positionspapiere für Wirtschaft und Politik entstehen und damit die Richtschnur für das aktuelle Tagesgeschäft des Forums bilden.
Mitglieder sind Firmen unterschiedlicher Größe einer Vielzahl von Branchen: Banken, Bau, Chemie, EDV/Kommunikation, Elektro, Energie, Fahrzeugbau, Handel/Verkehr, Planung/Beratung, Stahl, Versicherungen und Mobilitätsanbieter.
Die Aktivitäten des Forums umfassen Veranstaltungen, Umfragen und Grundsatzpapiere zu aktuellen Verkehrsthemen und Lobbyaktivitäten, die häufig auch gemeinsam mit Ministerien, Ländern, Kommunen, Verbänden, Organisationen, Mitgliedsunternehmen oder weiteren Partnern realisiert werden.

## Positionen
Das Deutsche Verkehrsforum setzt sich unter anderem ein für realistische CO2-Obergrenzen und ein globales Emissionshandelssystem im Luftverkehr, die Beibehaltung der Betriebszeiten der deutschen Flughäfen, die Fahrrinnenanpassung von Elbe und Weser, die Modernisierung des Schienensystems, neue Mobilitätformen und die Digitalisierung des Mobilitätssektors, die Förderung von alternativen Antrieben und Kraftstoffen sowie von emissionsarmen Motoren bei der Binnenschifffahrt und Ausbau von LNG-Terminals in den Häfen.

## Personen
Seit 2019 teilen sich Heike van Hoorn und Florian Eck die Geschäftsführung in einer Tandemspitze.
Das Präsidium des Deutschen Verkehrsforums umfasst eine Vielzahl von Führungskräften aus verschiedenen Bereichen der Verkehrswirtschaft:
- Raimund Klinkner: Vorsitzender des Präsidiums, Geschäftsführender Gesellschafter, INSTITUTE FOR MANAGEMENT EXCELLENCE GmbH
- Fabian Amini: Geschäftsführer, Go-Ahead Verkehrsgesellschaft Deutschland GmbH
- Uwe Brinks: Chief Executive Officer, DHL Freight Germany Holding GmbH
- Peter Coenen: Geschäftsführer, HOCHTIEF PPP Solutions GmbH
- Heiner Dettmer: CEO, Dettmer Group GmbH & Co. KG
- Frank Dreeke: Vorsitzender des Vorstands, BLG LOGISTICS GROUP AG + Co. KG
- Rolf Erfurt: Vorstand Betrieb, Berliner Verkehrsbetriebe (BVG), AöR
- Petra Finke: Mitglied des Vorstands, DEKRA SE, Chief Digitalization Officer (CDO)
- Gerhard Hillebrand: Verkehrspräsident, ADAC e.V.
- Berthold Huber: DB-Infrastrukturvorstand, Deutsche Bahn AG
- Tobias Jerschke: Vorsitzender der Geschäftsleitung, Kühne + Nagel (AG & Co.) KG
- Renata Jungo Brüngger: Vorstandsmitglied Integrität und Recht, Mercedes-Benz Group AG
- Holger Lösch: Stellvertretender Hauptgeschäftsführer, Bundesverband der Deutschen Industrie e.V. (BDI)
- Richard Lutz: Vorsitzender des Vorstands, Deutsche Bahn AG
- Jörg Mosolf: Vorsitzender des Vorstands (CEO), MOSOLF SE & Co. KG
- Hildegard Müller: Präsidentin, Verband der Automobilindustrie e.V. (VDA)
- Pierre Dominique Prümm: Vorstand Aviation und Infrastruktur, Fraport AG
- Andre Rodenbeck: CEO Rolling Stock, Siemens Mobility GmbH
- André Walter: Vorsitzender der Geschäftsführung, Airbus GmbH und Airbus Aerostructures GmbH
- Patrick Wendeler: Vorsitzender des Vorstands, BP Europa SE
- Müslüm Yakisan: Präsident Region DACH, ALSTOM
- Christina Zimmermann: Geschäftsführende Gesellschafterin, Schüßler-Plan GmbH.